# 1128 en santé et médecine
| Années de la santé et de la médecine : 1125 - 1126 - 1127 - 1128 - 1129 - 1130 - 1131    |
| Décennies de la santé et de la médecine : 1090 - 1100 - 1110 - 1120 - 1130 - 1140 - 1150 |

Cet article présente les faits marquants de l'année 1128 en santé et médecine.

## Événement
- 1128-1129 : « une vague d'épidémies d'ergotisme déferl[e] sur la France du Nord[1] », faisant douze mille victimes dans le Cambrésis[2] et quatorze mille en Île-de-France[3].

## Fondations
- Fondation d'un hôpital de pèlerins à Grayan, en Aquitaine, par les seigneurs de Lesparre[4].
- Ouverture, à Aubertin, de l'hôpital de pèlerins que Gaston le Croisé, seigneur de Béarn, a fait construire entre 1115 et 1118 et qu'il a placé sous le contrôle du prieuré de Sainte-Christine du Somport[5].
- Un hôpital tenu par les Antonins est attesté à L'Aquila, dans la région des Abruzzes en Italie[6].
- À Saint-Hilaire-la-Croix en Auvergne, « un hôpital pour soulager les pauvres » est attesté près du « lac rouge » (« lac roy », devenu « la croix »), ainsi nommé parce que « les voleurs y tuaient beaucoup de chrétiens et rougissaient ce lieu de leur sang[7] ».
- Fondation de la maladerie de la Madeleine à Caen, en Normandie, sur la paroisse de Notre-Dame, établissement qui sera réuni au XVIIe siècle à l'hôpital général, avec l'ancien hôtel-Dieu et la léproserie du Neuf-Marché[8].
- Première mention de l'hôpital Duranti Despinas de Montpellier, en Languedoc, établissement dont on perdra toute trace après 1192[9].
- 1118-1128 : la donation d'une citerne « à l'usage des pauvres » par Gormond de Picquigny, patriarche de Jérusalem, confirmée en 1130 par son successeur Guillaume de Messines, peut être tenue pour fondatrice d'une « maison des lépreux », premier établissement de ce qui deviendra l'ordre hospitalier de Saint-Lazare[10].

- 1127-1128 : un couple de pèlerins de Brême « fonde à Jérusalem un hôpital réservé aux soins et au repos de leurs compatriotes », acte qui peut être tenu pour fondateur de l'ordre hospitalier des Teutoniques, que le pape Célestin III ne prendra officiellement sous sa protection qu'en 1192[11].

## Personnalité
- 1128-1150 : fl. Mauger, médecin à Bourbourg, en Flandre[12].